# 파노라마

파노라마

파노라마(Panorama)는 본래 큰 전망이라는 뜻을 가진 단어이다. 현대에는 전체 경치 중에서도 360° 방향의 모든 경치를 담아내는 기법이나 장치, 또는 그렇게 담아 낸 사진이나 그림을 많이 의미한다. 한자로 표기할 경우 이 용어에 대한 중국의 사용 실태를 참고할 필요가 있는데, 전경(全景)은 180° 시야에 들어오는 경치를, 환경(環景)은 360° 시야에 들어오는 경치를 가리키는 말로 사용한다.

## 기원
파노라마의 기원은 과거 유럽 등지에서 둥근 모양의 건물 안의 벽에 전방위()로 풍경화를 그려 넣어 마치 그 건물 안에서 실제 풍경을 보는 것과 같은 느낌이 들게 한 데에 있다.
"파노라마"란 단어는 1792년, 영국의 미술가 로버트 바커가 자신의 그림을 표현할 때 이 말을 사용한 것에서 유래한다. 그는 그리스어 "πᾶν"(Pan, 판, 모든)과 "ὅραμα"(Horama, 호라마, 경치)를 조합하여 사용하였으며, 곧이어 런던에서 자신의 전시회를 열 때 전시회 이름을 "The Panorama"라 짓기도 하였다.

## 파노라마 사진
현대에는 "파노라마"란 말이 파노라마의 한 종류인 "파노라마 사진"(Panoramic Photograph)과 거의 동일시되어 사용되고 있다.
일반적으로 사진기를 사용하여 360° 방향의 모든 경치를 사진 한 장에 담을 수는 없다. 대신 몇 장으로 나누어 촬영을 한 뒤 옆으로 길게 이어 붙여 한눈에 볼 수 있게 만든다. 최근에는 파노라마 전용 카메라가 많이 이용된다. 파노라마 촬영을 할 때는 보통 카메라를 제자리에서 돌리며 찍는다.

## 쓰임새
현대에는 지하철이나 건물 벽에 부착되어 여러 광고로 사용되며, "와이드 컬러 광고"라는 용어를 사용하기도 한다.

## 같이 보기
- 시네라마(Cinerama)
- 키네파노라마(Kinepanorama)
- 파논 카메라
- 와이드럭스
- 파노라마의 자유